# Ephraim Avigdor Speiser
Ephraim Avigdor Speiser (Skalat, 24 gennaio 1902 – Elkins Park, 15 giugno 1965) è stato un assiriologo statunitense.
Di origine polacca, fu traduttore della Tōrāh. Scoprì l'antico sito di Tepe Gawra nel 1927 e ne supervisionò gli scavi tra il 1931 e il 1938.

## Biografia
Speiser nacque a Skalat, in Galizia (allora Polonia austriaca, oggi Ucraina) il 24 gennaio 1902. Andò a scuola a Lemberg (odierna Leopoli), frequentando il Ginnasio Imperiale di Lemberg e successivamente diplomandosi all'Università di Lemberg nel 1918. Due anni dopo, all'età di 18 anni, emigrò negli Stati Uniti e divenne cittadino statunitense nel 1926.
Negli Stati Uniti, Speiser conseguì il Master in Semitics presso l'Università della Pennsylvania nel 1923, studiando con J.A. Montgomery e Max Margolis. Continuò i suoi studi con Max Margolis e conseguì il dottorato di ricerca dal Dropsie College di Filadelfia nel 1924.
Dal 1924 al 1926, Speiser fu Harrison Research Fellow in Semitics presso l'Università della Pennsylvania. Nel 1926 vinse una borsa di studio Guggenheim Fellowship per studiare i resti del regno Mitanni e degli Hurriti nel nord dell'Iraq. I membri delle tribù mittani-hurrite parlavano ancora ittita; Speiser era uno dei pochi negli Stati Uniti a conoscere la lingua.
Nel 1927, mentre si trovava nel nord dell'Iraq, Speiser scoprì il Tepe Gawra (o "Grande Tumulo"), uno dei primi esempi conosciuti di civiltà. Durante questo periodo fu direttore della Baghdad School delle American Schools of Oriental Research e insegnò all'Università Ebraica di Gerusalemme.
Dal 1930 al 1932 e dal 1936 al 1937, Speiser prestò servizio come direttore sul campo dello scavo congiunto delle American Schools of Oriental Research e del Museo dell'Università della Pennsylvania, intraprendendo scavi a Tepe Gawra e Tell Billa, noto anche come Shibaniba. Nel 1936, Speiser assunse anche l'incarico di direttore sul campo per gli scavi del sito sumero di Khafajeh dopo che il Museo dell'Università lo aveva rilevato dall'Istituto orientale dell'Università di Chicago.
Nel 1928 fu nominato professore assistente di Semitics all'Università della Pennsylvania e professore ordinario nel 1931. Solo pochi anni dopo fu nominato presidente del Dipartimento di studi orientali, posizione che utilizzò per sviluppare lo studio dell'assiriologia presso la stessa università.
Durante la seconda guerra mondiale, Speiser lasciò il mondo accademico per diventare capo della sezione del Vicino Oriente dell'Office of Strategic Services del ramo di ricerca e analisi a Washington, DC. Questa posizione gli valse un certificato di merito. Era uno dei tanti studenti e studiosi americani di orientalismo che entrarono e prestarono servizio nei servizi segreti durante la seconda guerra mondiale.
Dopo la guerra, ritornò all'Università della Pennsylvania come presidente del Dipartimento di Studi Orientali dal 1947 fino alla sua morte nel 1965. Mentre era lì, nel 1954 fu nominato AM Ellis Professor di lingue e letterature ebraiche e semitiche
A partire dal 1955, Speiser si unì al comitato di traduzione del progetto di traduzione della Bibbia della Jewish Publication Society of America che produsse una versione inglese della Tōrāh.
Speiser ricoprì anche gli incarichi di presidente dell'American Oriental Society, vicepresidente dell'American Association for Middle East Studies, vicepresidente della Linguistic Society of America, membro dell'American Academy for Jewish Research e membro dell'American Philosophical Society. Gli fu anche conferito un dottorato onorario in lettere ebraiche dall'Hebrew Union College e fu nominato membro del consiglio di sorveglianza della sua scuola archeologica.
Nel 1964, un anno prima della sua morte, Speiser fu nominato University Professor presso l'Università della Pennsylvania, a testimonianza del suo lavoro multidisciplinare e dei suoi risultati. Il 15 giugno 1965 Speiser morì a Elkins Park, Pennsylvania.

## Opere selezionate
- Ephraim Avigdor Speiser, Mesopotamian Origins: the Basic Population of the Near East, University of Pennsylvania Press, 1930.
- Ephraim Avigdor Speiser, New Kirkuk Documents relating to Family Laws, 1930.
- Ephraim Avigdor Speiser, Excavations at Tepe Gawra, vol. 1, University of Pennsylvania Press, 1935.
- Ephraim Avigdor Speiser e Robert H. Pfeiffer, One Hundred New Selected Nuzi Texts, 1936.
- Ephraim Avigdor Speiser, Studies in the History of Science, University of Pennsylvania Press, 1941.
- Ephraim Avigdor Speiser, Introduction to Hurrian, Dows Nies., 1941.
- Ephraim Avigdor Speiser, The United States and the Near East, Harvard University Press, 1947.
- Akkadian Myths and Epics, Princeton University Press, 1950.
- Ephraim Avigdor Speiser, Genesis: Introduction, Translation and Notes (The Anchor Bible), Doubleday, 1964.
- Ephraim Avigdor Speiser, At the Dawn of Civilization, Rutgers University Press, 1964.
- Ephraim Avigdor Speiser, Oriental and Biblical Studies: Collected Writings of E. A. Speiser, University of Pennsylvania Press, 1967.